# HAND2
HAND2 (англ. Heart and neural crest derivatives expressed 2) – білок, який кодується однойменним геном, розташованим у людей на короткому плечі 4-ї хромосоми. Довжина поліпептидного ланцюга білка становить 217 амінокислот, а молекулярна маса — 23 666.
| 10         |  | 20         |  | 30         |  | 40         |  | 50         |
| ---------- |  | ---------- |  | ---------- |  | ---------- |  | ---------- |
| MSLVGGFPHH |  | PVVHHEGYPF |  | AAAAAAAAAA |  | AASRCSHEEN |  | PYFHGWLIGH |
| PEMSPPDYSM |  | ALSYSPEYAS |  | GAAGLDHSHY |  | GGVPPGAGPP |  | GLGGPRPVKR |
| RGTANRKERR |  | RTQSINSAFA |  | ELRECIPNVP |  | ADTKLSKIKT |  | LRLATSYIAY |
| LMDLLAKDDQ |  | NGEAEAFKAE |  | IKKTDVKEEK |  | RKKELNEILK |  | STVSSNDKKT |
| KGRTGWPQHV |  | WALELKQ    |  |            |  |            |  |            |

A: Аланін

C: Цистеїн

D: Аспарагінова кислота

E: Глутамінова кислота

F: Фенілаланін

G: Гліцин

H: Гістидин

I: Ізолейцин

K: Лізин

L: Лейцин

M: Метіонін

N: Аспарагін

P: Пролін

Q: Глутамін

R: Аргінін

S: Серин

T: Треонін

V: Валін

W: Триптофан

Кодований геном білок за функцією належить до білків розвитку. 
Задіяний у таких біологічних процесах як транскрипція, регуляція транскрипції, ангіогенез, диференціація, альтернативний сплайсинг. 
Білок має сайт для зв'язування з ДНК. 
Локалізований у ядрі.
Є представником родини білків HAND разом з білком HAND1.